# Pascual Márquez
 (février 2018).
Si vous disposez d'ouvrages ou d'articles de référence ou si vous connaissez des sites web de qualité traitant du thème abordé ici, merci de compléter l'article en donnant les références utiles à sa vérifiabilité et en les liant à la section « Notes et références ».
Pour les articles homonymes, voir Márquez.
Pascual Márquez Díaz, né à Villamanrique de la Condesa (Espagne, province de Séville) le 22 octobre 1914, mort à Madrid (Espagne) le 30 mai 1941, était un matador espagnol.

## Présentation
Il était fils d’un vacher de la ganadería de Moreno Santamaría. Cette parenté l’orienta vers l’art taurin et lui permit de faire ses premières armes dans les tientas et dans quelques festivals.
Il débute en public en novillada avec picadors à Séville (Espagne) le 26 mai 1935 aux côtés de Mariano Rodríguez, « Pepete de Triana » et « Alcalareño », face à des novillos de la ganadería de Esteban González. Il remporte un succès notable qui lui permet de se présenter à Madrid le 14 juillet suivant aux côtés de Eduardo Solórzano et de « Morateño », face à des novillos de la ganadería de Terrones. Il devient alors l’un des novilleros les plus en vue de son époque.
Il aurait dû prendre l'alternative au cours de l’année 1936, mais la guerre civile l’en a empêché. Il la prend finalement à Séville le 27 mai 1937, avec comme parrain Luis Fuentes Bejarano et comme témoin Domingo Ortega face à des taureaux de la ganadería de Pablo Romero. Il la confirme à Madrid le 26 septembre 1940 avec comme parrain Nicanor Villalta et comme témoin « Pericás » face à des taureaux de la ganadería de don Francisco Chica.
Il était considéré par ses contemporains comme n’ayant que peu de style, mais courageux et volontaire. Aussi avait-il réussi à acquérir une grande popularité auprès du public qui l’avait surnommé « El tesoro de la Isla » (« le trésor de l’Île »).
Le 18 mai 1941, dans les arènes de Madrid, il est gravement blessé par le taureau « Farolero » de la ganadería de Concha y Sierra. Il meurt à Madrid le 30 mai suivant.